# César Augusto Arias
César Augusto Arias o simplemente César Arias (Barrancabermeja, Santander, Colombia; 2 de abril de 1988) es un exfutbolista colombiano. Jugaba de delantero y su último equipo fue el Cúcuta Deportivo de la Categoría Primera B colombiana.
- Notas:
  - Valga aclarar que César debutaría con el Alianza Petrolera en 2006, toda la información que se encuentra sobre un paso por el AD Belén de Costa Rica es erróneo. Él mismo lo aclaró en una entrevista en el programa 'Acceso' de Win Sports.
  - Anotó su gol 100 como jugador profesional jugando para Alianza Petrolera el día 25 de agosto de 2019, dándole la victoria a su club frente al Atlético Huila, el arquero sería 'el rayo' Geovanni Banguera.

## Trayectoria
Para inicios del 2006 con 18 años debutaría en Alianza Petrolera, el equipo de su ciudad natal, donde está durante 2 años y medio disputando 48 partidos en los que anotó 12 goles.
A mediados del 2008 llega al Cúcuta Deportivo donde de a poco con buenas actuaciones se fue ganando un puesto en la titular. Tras casi 3 años con el equipo motilón, a mediados del 2011 es llamado a pedido del DT Hernan Torres para jugar con el Deportes Tolima donde jugó poco y no logró anotar ningún gol.

### Segunda etapa en Alianza
Para enero de 2017 regresó al Alianza Petrolera donde juega todo el año disputando 40 partidos en los que anotó 13 y renovó por un año con el equipo barranqueño.
El 18 de febrero de 2018 se convierte en el goleador histórico del club llegando a 26 tantos cuando le anotó un gol de penal al arquero Rufay Zapata de Santa Fe en la victoria 2-1 de su club.

## Selección nacional
Disputó un partido con la Selección Colombiana el 12 de agosto de 2010 en el estadio Hernando Siles de La Paz en el encuentro entre Bolivia y Colombia que quedaría en empate por 1-1. Entraría al minuto 77' del encuentro por Cristian Marrugo.

## Clubes
| Club              | País          | Año         |
| ----------------- | ------------- | ----------- |
| Alianza Petrolera | Colombia      | 2006 - 2008 |
| Cúcuta Deportivo  | Colombia      | 2009 - 2011 |
| Deportes Tolima   | Colombia      | 2011        |
| Real Cartagena    | Colombia      | 2012        |
| Once Caldas       | Colombia      | 2013        |
| Daejeon Citizen   | Corea del Sur | 2013        |
| Once Caldas       | Colombia      | 2014 - 2016 |
| Alianza Petrolera | Colombia      | 2017 - 2020 |
| Águilas Doradas   | Colombia      | 2021        |
| Deportivo Pasto   | Colombia      | 2022        |

## Estadísticas
| Club                          | Div.          | Temporada     | Liga  | Liga  | Copa Nacional | Copa Nacional | Copa Internacional | Copa Internacional | Total | Total |
| Club                          | Div.          | Temporada     | Part. | Goles | Part.         | Goles         | Part.              | Goles              | Part. | Goles |
| ----------------------------- | ------------- | ------------- | ----- | ----- | ------------- | ------------- | ------------------ | ------------------ | ----- | ----- |
| Cúcuta Deportivo · Colombia   | 1.ª           | 2009          | 37    | 7     | 3             | 3             | —                  | —                  | 40    | 10    |
| Cúcuta Deportivo · Colombia   | 1.ª           | 2010          | 33    | 2     | 6             | 2             | —                  | —                  | 39    | 4     |
| Cúcuta Deportivo · Colombia   | 1.ª           | 2011          | 17    | 2     | 4             | 2             | —                  | —                  | 21    | 4     |
| Cúcuta Deportivo · Colombia   | Total club    | Total club    | 87    | 11    | 13            | 7             | 0                  | 0                  | 100   | 18    |
| Deportes Tolima · Colombia    | 1.ª           | 2011          | 7     | 0     | 1             | 0             | —                  | —                  | 8     | 0     |
| Deportes Tolima · Colombia    | Total club    | Total club    | 7     | 0     | 1             | 0             | 0                  | 0                  | 8     | 0     |
| Real Cartagena · Colombia     | 1.ª           | 2012          | 30    | 9     | 5             | 1             | —                  | —                  | 35    | 10    |
| Real Cartagena · Colombia     | Total club    | Total club    | 30    | 9     | 5             | 1             | 0                  | 0                  | 35    | 10    |
| Daejeon Citizen Corea del Sur | 1.ª           | 2013          | 14    | 6     | —             | —             | —                  | —                  | 14    | 6     |
| Daejeon Citizen Corea del Sur | Total club    | Total club    | 14    | 6     | 0             | 0             | 0                  | 0                  | 14    | 6     |
| Once Caldas · Colombia        | 1.ª           | 2013          | 18    | 5     | 3             | 2             | —                  | —                  | 21    | 7     |
| Once Caldas · Colombia        | 1.ª           | 2014          | 36    | 10    | 6             | 2             | —                  | —                  | 42    | 12    |
| Once Caldas · Colombia        | 1.ª           | 2015          | 23    | 4     | 2             | 0             | 2                  | 0                  | 27    | 4     |
| Once Caldas · Colombia        | 1.ª           | 2016          | 10    | 2     | 0             | 0             | —                  | —                  | 10    | 2     |
| Once Caldas · Colombia        | Total club    | Total club    | 87    | 21    | 11            | 4             | 2                  | 0                  | 100   | 25    |
| Alianza Petrolera · Colombia  | 2.ª           | 2006-08       | 48    | 12    | —             | —             | —                  | —                  | 48    | 12    |
| Alianza Petrolera · Colombia  | 1.ª           | 2017          | 38    | 12    | 2             | 1             | —                  | —                  | 40    | 13    |
| Alianza Petrolera · Colombia  | 1.ª           | 2018          | 25    | 12    | 2             | 0             | —                  | —                  | 27    | 12    |
| Alianza Petrolera · Colombia  | 1.ª           | 2019          | 35    | 4     | 2             | 1             | —                  | —                  | 34    | 5     |
| Alianza Petrolera · Colombia  | 1.ª           | 2020          | 17    | 3     | 1             | 1             | —                  | —                  | 18    | 4     |
| Alianza Petrolera · Colombia  | Total club    | Total club    | 157   | 43    | 7             | 3             | 0                  | 0                  | 164   | 46    |
| Aguilas Doradas · Colombia    | 1ª            | 2021          | 28    | 5     | 1             | 0             | 0                  | 0                  | 28    | 5     |
| Aguilas Doradas · Colombia    | Total club    | Total club    | 28    | 5     | 1             | 0             | 0                  | 0                  | 28    | 5     |
| Deportivo Pasto · Colombia    | 1ª            | 2022          | 8     | 0     | 1             | 0             | 0                  | 0                  | 9     | 0     |
| Deportivo Pasto · Colombia    | Total club    | Total club    | 8     | 0     | 1             | 0             | 0                  | 0                  | 9     | 0     |
| Cúcuta Deportivo · Colombia   | 2ª            | 2023          | 10    | 1     | 0             | 0             | 0                  | 0                  | 10    | 1     |
| Cúcuta Deportivo · Colombia   | Total club    | Total club    | 10    | 1     | 0             | 0             | 0                  | 0                  | 10    | 1     |
| Total carrera                 | Total carrera | Total carrera | 428   | 96    | 39            | 15            | 2                  | 0                  | 469   | 111   |

### Tripletas
| 1. | 4 de septiembre de 2018 | Estadio Daniel Villa Zapata | Alianza Petrolera - Millonarios | Anotado · Anotado · Anotado | 3 - 2 | Ramiro Sánchez | Torneo Finalización 2018 |

## Palmarés

### Distinciones individuales
- Goleador histórico de Alianza Petrolera (41 goles).